# Квинт Титурий Сабин
Квинт Титурий Сабин (на латински: Quintus Titurius Sabinus; † 54 пр.н.е., Атватука, Северна Галия) е легат във войската на Гай Юлий Цезар по време на Галската война.
Баща му служи през 87 пр.н.е. при Луций Корнелий Сула и през 75 пр.н.е. е легат на Помпей Велики в Испания.
Сабин е вероятно легат на Цезар през 58 пр.н.е. През 57 пр.н.е. участва в похода против белгите. През 56 пр.н.е. той подчинява с три легиона венелите (или унелите), кориосолитите и лексовиите на вожда на венелите Виридовикс.
През 55 пр.н.е. Сабин е командир, легат заедно с Луций Арункулей Кота на наказателен поход против морините и менапиите. През ноември 54 пр.н.е. той е командир заедно с Кота на един легион и пет кохорти (ок. 10 000 души), които са на зимен лагер при Атватука (или Адуатука) на келтските ебурони. Там са нападнати от ебуроните с командир Амбиорикс заедно с Катуволц и губят легион и половина. Според Цезар загубата се дължи на стратегията на Сабин, който иска да се изместят в съседен зимен лагер, а Кота иска да стоят там и да се защитават, докато дойде помощ. Римляните напускат лагера, както е планувал Амбиорикс и разгромява римските кохорти. Кота е ранен в лицето с камък, но не иска заедно със Сабин да напусне битката и да моли Амбиорикс за милост. Квинт Титурий Сабин и легионерите, които се предават на Амбиорикс са избити. Луций Арункулей Кота и голяма част на неговите войници са убити в храбра битка. Цезар дава вината за нещастната загуба (calamitas) главно на Сабин.